# Pranti (Kandanghaur)
Pranti is een bestuurslaag in het regentschap Indramayu van de provincie West-Java, Indonesië. Pranti telt 1352 inwoners (volkstelling 2010).